# Jordi Pigem Pérez
Jordi Pigem Pérez   (Barcelona, 1964) és un filòsof de la ciència i assagista català. És germà de l'actriu Maria Pau Pigem.

## Trajectòria
El 1988, es va doctorar en filosofia per la Universitat de Barcelona amb la tesi El pensament de Raimon Panikkar: una filosofia de la interdependència. Del 1998 al 2003 fou professor i coordinador de l'Àrea de Filosofia del Masters in Holistic Science del Schumacher College a Dartington (Universitat de Plymouth, Anglaterra). El 1999 va obtenir el Premi de Filosofia de l'Institut d'Estudis Catalans, i el 2006 el Premi d'Assaig de Resurgence of Scientifica and Medical Network. Fou coordinador de la revista d'ecologia Integral entre 1989 i 1992. Ha coordinat l'edició catalana dels volums de l'«Opera Omnia» de Raimon Panikkar publicats el 2009 i 2010, ha traduït la biografia Raimon Panikkar, de Maciej Bielawski, tant al català com al castellà, i també en les dues llengües ha tingut cura de l'edició i la traducció d'Ecosofia del mateix autor.
Col·labora amb diversos mitjans de comunicació, com el suplement Cultura/s de La Vanguardia o la revista, degana de l'ecologisme en anglès, Resurgence. Ha escrit textos sobre les principals figures del pensament sistèmic: Leonardo da Vinci, Ernst Friedrich Schumacher, Fritjof Capra o Ivan Illich. És assessor del futur Museu del Paisatge de Catalunya. És convidat com a conferenciant i professor de cursos tant en universitats, institucions públiques, com empreses privades i col·labora habitualment amb organitzacions no governamentals, i ha estat criticat per divulgar falsedats i postulats pseudocientífics, crítiques a les quals ha respost en diverses entrevistes i debats, un d'ells amb el president Quim Torra.

## Pensament
Pigem escriu sobre filosofia de la ciència i pensament ecològic. En l'obra Bona crisi. Cap a un món postmaterialista, exposà les raons que ens han portat a la crisi sistèmica i global iniciada a finals del 2007. En el llibre Qüestió de valors. Del consumisme a la sostenibilitat aportà la seva acurada visió del consumisme, proposant els valors clau que poden guiar fins a una societat més ecològica. En l'obra, fruit d'un estudi encarregat pel Consell Assessor per al Desenvolupament Sostenible titulada Revalorar el món. Els valors de la sostenibilitat, reafirmà que els valors que ens menen a una societat més sostenible, són també els que més contribueixen a la vertadera felicitat personal. A l'obra La nova realitat. De l'economicisme a la consciència quàntica, l'autor analitzà les contradiccions de l'economia contemporània com un cas clínic de tot el que no funciona en el vell paradigma i ens condueix a la nova realitat que ara mateix ens revela la física i la neurociència. Pigem ha resumit la seva trajectòria intel·lectual i espiritual en una entrevista al llibre Espirituals sense religió, de Laia de Ahumada. En el llibre Intel·ligència vital. Una visió postmaterialista de la vida i la consciència, Jordi Pigem proposa una nova manera d'entendre la vida, la intel·ligència i la consciència.
| «                                                                                           | La intel·ligència humana és una expressió especial d'una intel·ligència encara més amplia: la intel·ligència vital que impregna tot el que és viu. Podem representar la nostra intel·ligència com un gran iceberg, la part emergent del qual correspon a les intel·ligències de què som conscients. La part submergida és la intel·ligència inconscient, a través de la qual les intel·ligències humanes es vinculen amb les profunditats de la intel·ligència vital. | » |
| — Jordi Pigem, Intel·ligència vital. Una visió postmaterialista de la vida i la consciència | |   |

L'octubre de 2016 rebé el XXV Premi Joan Maragall per l'obra Àngels i robots. La interioritat humana en la societat hipertecnològica, a la llum de Guardini, Panikkar i l'Encíclica Laudato Si', que atorga la Fundació Joan Maragall a una obra d'assaig o d'investigació sobre cristianisme i cultura, que va ser ampliada i publicada també en castellà el 2018.
Va editar del discurs atribuït al cap indígena Seath'tl, Cada part d'aquesta terra és sagrada per al meu poble, amb un breu assaig sobre ecologia i espiritualitat indígenes. Amb Pandèmia i postveritat (2021) va començar una trilogia sobre les amenaces del món contemporani que va seguir amb Tècnica i totalitarisme (2022). Consciència o col·lapse (2024).

## Crítica de la IA
Jordi Pigem en el seu llibre Intel·ligència vital (2016) argumenta que l'anomenada «intel·ligència artificial» no és veritablement intel·ligència, ja que «les màquines no pensen, només calculen. Poden calcular prodigiosament a còpia d’aplicar simples regles mecàniques, però això no és veritable intel·ligència». En una obra més recent, escriu: ⁣
| «                                                                                               | Sens dubte és artificial, però no és verdadera intel·ligència. És simple càlcul a partir d'algoritmes prèviament programats; un càlcul vertiginós, però sense cap opció de comprensió o de consciència. La intel·ligència artificial no existeix, per més diners que mogui. O existeix com existeixen els mites i les il·lusions òptiques. Existeix com existeixen les flors artificials, les flors de plàstic; una flor artificial aparenta ser una flor fins que t'hi acostes, l’olores i la toques: aleshores es revela com a simple imitació. El traductor de Google no podrà entendre mai res del que tradueix. Difícilment podrà traduir el sentit d'un poema evocador o d'un raonament subtil. I encara que pogués, no sentiria res amb el poema i no entendria res en el raonament. Aplica cegament regles mecàniques, però no sent ni entén res. | » |
| — Jordi Pigem, Pandèmia i postveritat. La vida, la consciència i la Quarta Revolució Industrial | |   |

Una postura similar ha estat defensada pel filòsof alemany Markus Gabriel a partir de la seva obra Der Sinn des Denkens (2018).
Per més que un programa informàtic d’escacs calculi vertiginosament milions de jugades, n'avaluï els possibles resultats i apliqui la jugada més encertada en cada moment, no entendrà mai el que fa. Si bé qualsevol forma de vida té consciència del seu món i és capaç de respondre-hi creativament, no existeix intel·ligència en un sistema d'IA, sinó en els qui l'han programat perquè executi mecànicament unes funcions algorísmiques. «La 'IA' es fa dir 'intel·ligència artificial', però no és intel·ligència (que sempre requereix entendre), sinó càlcul mecànic fet a base d'algoritmes. Vertiginós, però sense cap mena d'intel·ligència o consciència», afirma Pigem. La intel·ligència és, pel filòsof, una característica essencial i exclusiva dels organismes vius, inclosos els organismes unicel·lulars.
Com explica Pigem, l'anomenat test de Turing va néixer d’un article publicat el 1950 en què «Turing començava demanant-se '¿Poden pensar les màquines?' Però immediatament substituïa la pregunta, i a partir d'aleshores considerava que podem concloure que pensen… si sembla que pensen. Ho presentava com un joc, el joc de la imitació (un dels mots que més es repeteix en l'article, des del principi, és imitation, 'imitació')». És a dir, Turing mateix no aspirava més que a simplement imitar la intel·ligència.
Pigem denuncia el fet que «permeten que els algoritmes rastregin els nostres moviments, assetgin les nostres professions i envaeixin les nostres relacions i el nostre espai, interior i exterior». Considera que «intel·ligència artificial» és un oxímoron perquè les màquines no podran pensar mai. Com l’acrònim IA ja està establert, proposa llegir-lo com a «Imitació Algorítmica» o, en vistes de les seves conseqüències, com a «Invasió Algorítmica»: «Ara que hem començat a adonar-nos dels seus efectes, potser podem llegir l'acrònim IA com a 'Invasió Algorítmica'».

## Obra publicada
- Nueva Conciencia: plenitud personal y equilibrio planetario para el siglo XXI. Barcelona: Integral Ed., 1991.
- La odisea de Occidente. Modernidad y ecosofia. Barcelona: Kairós, 1994.
- El pensament de Raimon Panikkar: interdependència, pluralisme, interculturalitat. Barcelona: Institut d'Estudis Catalans, 2007.
- El somriure diví. Barcelona: Icaria, 2008.
- Ivan Illich: Textos escollits. València: Tres i Quatre, 2009.
- Bona crisi: Cap a un món postmaterialista. Barcelona: Ara Llibres, 2009.
- Qüestió de valors. Del consumisme a la sostenibilitat. València: Tres i Quatre, 2010.
- Revalorar el món. Els valors de la sostenibilitat. Barcelona: Consell Assessor per al Desenvolupament Sostenible de Catalunya, 2010.
- Entendre la natura. Fonaments d'una cultura de la sostenibilitat. Barcelona:Consell Assessor per al Desenvolupament Sostenible de Catalunya, 2011.
- Heu dit austeritat? Psicopatologia de la (ir)racionalitat econòmica. Cànoves: Proteus, 2012
- La nova realitat. De l'economicisme a la consciència quàntica. Barcelona: Kairós, 2013.
- Intel·ligència vital. Una visió postmaterialista de la vida i la consciència. Barcelona: Kairós, 2016.
- Àngels i robots. La interioritat humana en la societat hipertecnològica. Barcelona: Viena Edicions, 2017.
- (Ed.) Si'ahl / Ted Perry: Cada part d'aquesta terra és sagrada per al meu poble. Barcelona: Akiara Books, 2019. ISBN 978-84-17440-48-0
- Pandèmia i postveritat. La vida, la consciència i la Quarta Revolució Industrial. Barcelona: Fragmenta Editorial, 2021- ISBN 978-84-17796-57-0
- Tècnica i totalitarisme. Digitalització, deshumanització i els anells del poder global. Barcelona: Fragmenta Editorial, 2022- ISBN 978-84-17796-74-7
- (amb Neus Caamaño) Redescobrir el món Barcelona: Akiara Books, 2023. ISBN 978-84-18972-26-3
- Consciència o col·lapse: Fragmenta Editorial, 2024 - ISBN 978-84-10188-05-1